# Campos del Río
Campos del Río est une commune d'Espagne de la Région de Murcie (communauté autonome). Elle s'étend sur 47,29 km2 et comptait environ 2 151 habitants en 2024.

## Géographie
La ville de Campos del Río se trouve sur le Río Mula , un affluent du Río Segura , à environ 27 km (en voiture) au nord-ouest de la ville de Murcie, à une altitude d'environ 160 m .

## Climat
Le climat est tempéré en hiver, mais chaud voire très chaud en été ; les faibles précipitations (environ 305 mm/an) se produisent, à l’exception des mois d’été presque sans pluie, répartis tout au long de l’année.

## Démographie
| Année      | 1857  | 1900  | 1950  | 2000  | 2017  | 2021 | 2024   |
| Population | 1.180 | 1.491 | 2.254 | 2.035 | 2.022 | 2061 | 2 151. |

La mécanisation de l'agriculture a eu peu d'impact sur la population de la commune, l'agriculture s'étant de plus en plus spécialisée dans les cultures sous serre depuis la fin du XXe siècle . Environ 8 % de la population sont des étrangers.

## Économie
La région autour de Campos del Río est orientée vers l'agriculture depuis des siècles ; dans le passé l'agriculture était principalement destinée à l'autosuffisance . Outre la plantation d' amandiers et d'oliviers dans les vallées, déjà pratiquée par les Maures, la culture sous serre de légumes et de fleurs revêt désormais une importance particulière. Petits commerçants, artisans et prestataires de services en tout genre se sont installés dans la ville.

## Histoire
Les découvertes préhistoriques, ibériques , romaines et wisigothiques sont rares. Entre 711 et 756, la région appartenait au royaume de Todmir , qui  fut intégré à Al-Andalus en 756 . Dans le cadre de la reconquête chrétienne (reconquista ), les Aragonais et les Castillans avancèrent jusqu'à Murcie. La première mention documentée du toponyme remonte à 1257 comme faisant partie de la municipalité de Mula . Le royaume taïfa de Murcie, qui était pratiquement indépendant depuis la fin du califat de Cordoue (1031) , fut ensuite transformé en royaume chrétien  étroitement lié à la Couronne de Castille. Il passa temporairement sous la domination aragonaise entre 1296 et 1304 .
Philippe III  et son premier ministre, le duc de Lerma , ordonnèrent l'expulsion des derniers Maures (moriscos) au début du XVIIe siècle et la population de la région diminua considérablement.

## Sites touristiques
- L'église à nef unique de San Juan Bautista date du XVIIIe siècle ; elle a fait l'objet de plusieurs remaniements.
- La tour de l'horloge (torre de reloj) est un bâtiment du XIXe siècle. Sur son toit plat se trouve un support en fer forgé avec une cloche (campana) .
- Le bâtiment le plus ancien de la municipalité est une tour de guet (atalaya) du XIVe ou du  XVe siècle.
- Un pont de pierre sur le Río Mula présente également une importance historique.